# Posuka Demizu
Posuka Demizu (出水ぽすか Demizu Posuka?) (Tokio, 17 de enero de 1988) es el seudónimo utilizado por una mangaka japonesa de manga. Es autora de la serie The Promised Neverland junto con Kaiu Shirai.

## Biografía
Se conocen pocos detalles sobre la vida de la autora, más allá de que se ha graduado en la Universidad de Tokio. El nombre «Posuka Demizu» es un seudónimo.
Comenzó trabajando como dibujante freelance a los 20 años. A partir de 2011 acepta encargos de series cortas en las revistas infantiles de la editorial Shōgakukan, en su mayoría autoconclusivas, así como portadas para novelas e ilustraciones publicitarias. Con el paso del tiempo ganó notoriedad gracias a su portfolio en la red social Pixiv, y la editorial Shūeisha le pidió trabajar como ayudante de otros mangakas.
En 2015 Takushi Sugita, editor de Weekly Shōnen Jump, le presentó al guionista Kaiu Shirai para que le hablara de un proyecto de shōnen ambientado en un orfanato: The Promised Neverland. La autora aceptó asociarse con él, aunque antes tuvieron que sacar una serie autoconclusiva de treinta páginas, Poppy no Negai («El deseo de Poppy»), con la que probarían su método de trabajo. Tras recibir el visto bueno de Shūeisha, empezó a publicarse en Weekly Shōnen Jump en agosto de 2016 y se convirtió en un éxito de ventas que llegó incluso a contar con una adaptación al anime.
Después de haber concluido The Promised Neverland, Demizu ha trabajado como ilustradora publicitaria y diseñadora de personajes. En 2022 se encargó de diseñar los personajes del videojuego unVEIL the world y del arte conceptual de la serie Dragons of Wonderhatch para Disney+. Desde mayo de 2023 dibuja el manga oficial de Beyblade X en la revista CoroCoro, guionizado por Homura Kawamoto y Hikaru Muno.